# Kobaltna ljubičasta
Kobaltna ljubičasta, kobaltni ljubičasti pigment ili kobalt(II) fosfat je pigment koji se počeo koristiti tek u drugoj polovini 19. stoljeća. Proizvodi se u obliku dva različita oblika. Svjetliji pigment (kobaltov arsenat) je otrovan jer sadrži arsen. Koristi se u svim slikarskim tehnikama osim u pastelu. Za slikanje fresaka pokazao se veoma otpornim. Uljena boja se priprema s manjom količinom veziva, proziran je i slabo pokriva dok je premaz krt. Tamniji pigment (kobaltov fosfat) nije otrovan pa se češće koristi. Proziran je i slabije moći bojenja, takođe u ulju daje krt premaz. Ne koristi se za slikanje fresaka.

## Priprema
Tetrahidrat Co 3 (PO 4 ) 2 •4H 2 O taloži se kao krutina miješanjem vodenih otopina kobalta (II) i fosfatnih soli. Zagrijavanjem se tetrahidrat pretvara u bezvodni materijal.

## Slike
|                                                        |                                       | |
| Monetova "Nirvana" sadrži kobaltni ljubičasti pigment. | Perunike u kobaltno ljubičastoj boji. | Kobaltna ljubičasta kao staklena uljna glazura na cinkovom bijelilu (lijevo) i masnom tonu (desno). |